# 米奧訥河
46°33′19″N 6°49′20″E / 46.55531°N 6.82233°E

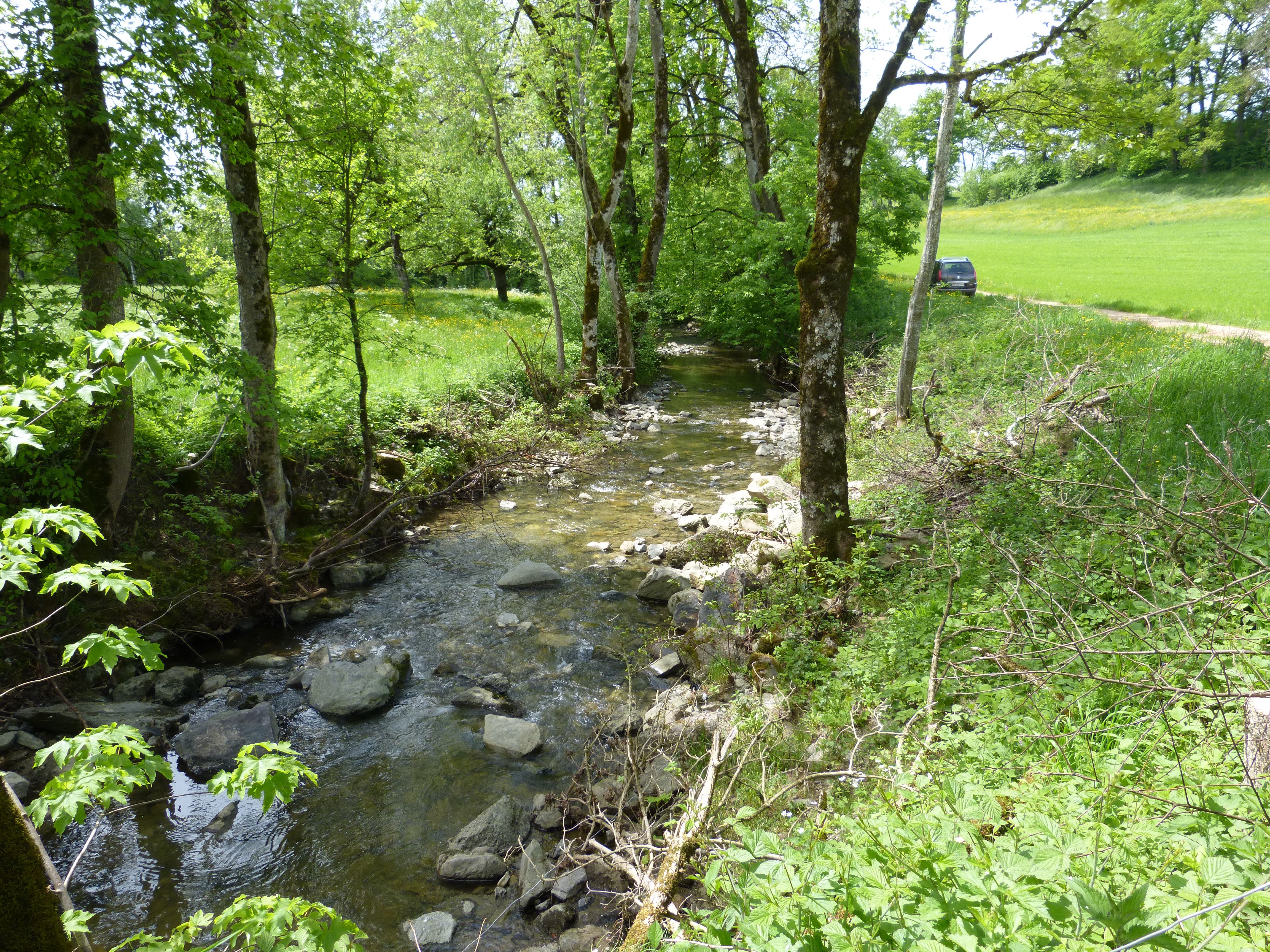

米奧訥河是瑞士的河流，位於該國西部，流經弗里堡州和沃州，屬於布羅耶河的右支流，河道全長13公里，流域面積18平方公里，發源自拉韋雷里附近。